# Shūi wakashū

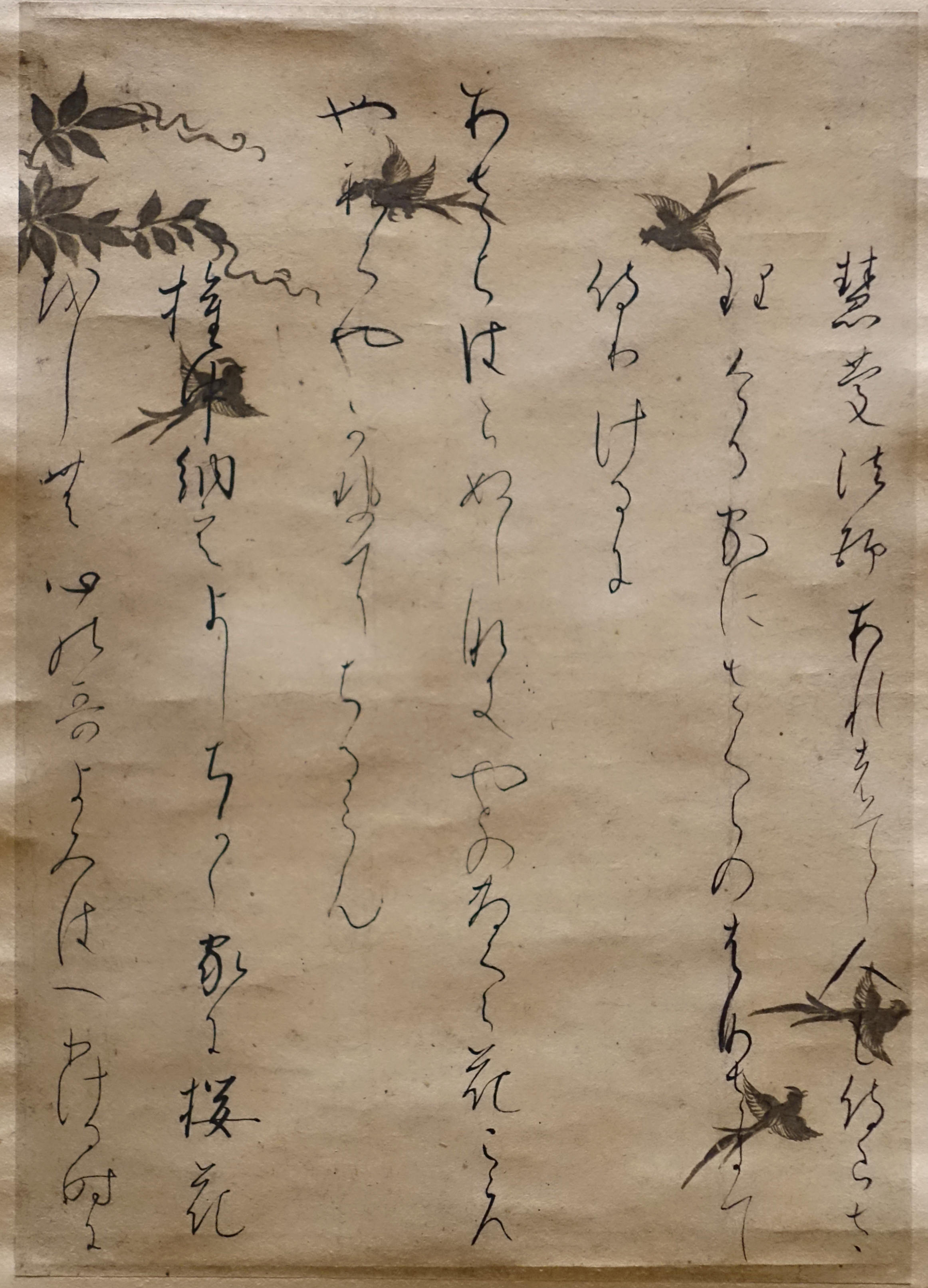

Shūi wakashū (拾遺和歌集, Collecte de glanage), souvent abrégé en Shūishū, est une anthologie impériale de poésie japonaise waka compilée entre 1005 et 1007 et dont l'auteur est inconnu. Les noms de l'empereur Kazan-in ou de Fujiwara no Kintō ont été avancés. Les 20 volumes contiennent 1 351 poèmes. L'histoire de la compilation et de la publication n'est pas claire. Miner et Brower écrivent : « La collection officielle actuelle [est] supposée être une révision et une extension du manuscrit de Kintō par Kazan. » Ils le décrivent plus loin comme étant conservateur et « dominé par la préférence de Kintō pour le style doux et inoffensif, par le goût de l'atténuation ».